# Chris Kyle
Christopher Scott "Chris" Kyle (Odessa, 8 de abril de 1974 — Condado de Erath, 2 de fevereiro de 2013) foi um militar norte-americano que integrou o grupo United States Navy SEALs da Marinha dos Estados Unidos. É considerado, pelo Departamento de Defesa americano, como o franco-atirador mais letal da história do país com 160 mortes confirmadas. Chris serviu durante quatro temporadas na Ocupação do Iraque, sendo condecorado várias vezes por atos de heroísmo, mérito e bravura em combate. Ele recebeu uma Estrela de Prata e quatro Estrelas de Bronze, uma medalha de comendação, duas medalhas de conquista e várias outras condecorações e prêmios pessoais.
Chris foi dispensado com honra da Marinha dos Estados Unidos em 2009 e escreveu uma autobiografia, American Sniper, publicada em 2012 e transformada em filme em 2014. Em 2 de fevereiro de 2013, Chris foi baleado e morto por um ex-soldado de 25 anos com transtorno de estresse pós-traumático.
A adaptação para o cinema da autobiografia de Chris, dirigida por Clint Eastwood, foi lançada em dezembro de 2014, com o mesmo título do livro autobiográfico, American Sniper, com Bradley Cooper no papel de Chris. Concorreu a cinco categorias no Oscar 2015, vencendo a estatueta de edição de som.

## Infância
Chris nasceu na cidade de Odessa, no estado do Texas, Estados Unidos, filho de Deby Lynn e Wayne Kenneth Kyle, um professor e pastor evangélico. Wayne deu de presente um rifle a Chris no seu aniversário de 8 anos de idade, e o ensinou a caçar faisão, codorna e cervo. Após concluir o ensino médio, Kyle se tornou um peão de rodeio profissional e trabalhou num rancho. Sua carreira de peão teve curta duração, após uma queda onde ele machucou gravemente seu braço.

## Carreira militar
Após o tratamento do braço, Chris tentou se alistar no Corpo de Fuzileiros Navais dos Estados Unidos, especificamente no grupo de operações especiais, mas foi rejeitado por causa dos pinos em seu braço. Pouco tempo depois, Chris conseguiu se alistar na Marinha dos Estados Unidos através de um recrutador.
Sua carreira militar progrediu, e algum tempo depois Chris foi colocado no SEAL Team 3 como franco-atirador do pelotão "Charlie", e depois do pelotão "Cadillac", servindo por quatro vezes em importantes batalhas na ocupação do Iraque. Sua primeira morte como franco-atirador ocorreu durante a invasão inicial, quando ele atirou em uma mulher que se aproximava de um grupo de fuzileiros junto com uma criança, carregando uma granada de mão. Chris recebeu a ordem e atirou na mulher. Segundo ele:
| “ | Aquela mulher já estava morta, eu apenas evitei que ela levasse os fuzileiros com ela. | ” |

Por causa de sua atuação como franco-atirador na tomada da cidade de Ramadi, os insurgentes o chamavam de Shaitan Ar-Ramadi, ou "O Diabo de Ramadi", e ofereceram uma recompensa de 21 mil dólares por sua cabeça, valor que depois subiu para 80 mil. Chris relatou que, em 2008, na cidade de Sadr, deu seu tiro de maior distância ao matar um insurgente que se preparava para lançar uma granada, localizado a cerca de 1.920m de distância dele.
Durante seus seis turnos de serviço no Iraque, Chris foi baleado duas vezes e sobreviveu a seis explosões de artefato explosivo improvisado. Em registro, ele acumulou 160 mortes, de 255 prováveis. Estes números são baseados nos relatórios de combate enviados ao alto comando no final das missões. Um registro da marinha afirmou que, no total, ele matou 91 alvos. Chris disse não ter conhecimento de seu número oficial de mortes, por contar apenas quantas vidas havia salvo. Ele passou a ser conhecido pelo apelido de "lenda" entre a infantaria e os fuzileiros que foi designado para proteger; este apelido originou-se de uma piada entre os colegas do Navy Seals que o acompanharam durante o treinamento ostensivo de outros franco-atiradores na cidade de Faluja.

## Vida pós-militar
Chris deixou a Marinha em 2009 e foi morar na cidade de Midlothian, no estado do Texas, com sua esposa Taya e seus dois filhos. Ele chegou a ser sócio da Craft International, uma empresa de treinamento tático que presta serviço para o Exército e para polícias locais.
Em 2012, a editora HarperCollins lançou o livro autobiográfico de Chris, American Sniper. Inicialmente ele hesitou em escrever o livro, mas foi persuadido a continuar porque outros livros sobre os SEALs estavam prestes a ser lançados também. Em seu livro, Chris relata muitas de suas experiências, como a batalha pelo controle de Ramadi:
| “ | A força bruta venceu aquela batalha. Matamos os caras maus e trouxemos os líderes para a mesa negociar a paz. É assim que o mundo funciona. | ” |

No livro e em entrevistas subsequentes, Chris afirmou que não tinha remorsos pelos mortos que fez, dizendo ser seu dever proteger os fuzileiros. O livro passou 37 semanas na lista dos mais vendidos do New York Times e fez de Chris uma celebridade nos Estados Unidos. Após o lançamento, artigos na mídia questionaram alguns exageros, mas a maior parte dos relatos foi bem aceita.
Chris uniu-se à FITCO, uma ONG dedicada a melhorar a vida de veteranos de guerra com sequelas físicas e transtorno de estresse pós-traumático. Em 13 de agosto de 2012, Chris apareceu no reality show Stars Earn Stripes, que trazia celebridades participando de cenários de combate junto com profissionais — Chris fez parceria com o ator Dean Cain.
Numa entrevista para o programa de rádio The Opie and Anthony Show em janeiro de 2012, Chris disse que deu um soco em Jesse Ventura, ex-governador do estado de Minnesota, num bar na cidade de Coronado em 2006, após o velório do SEAL Michael A. Monsoor. No livro, há um incidente onde Chris relata uma situação similar onde uma pessoa — ele não mencionou quem — diz que "os SEALS mereceram perder uns caras". Posteriormente, Chris admitiu que a pessoa foi Jesse Ventura, que o processou por difamação logo em seguida. Após a morte de Chris em 2013, Jesse deu continuidade ao processo contra o patrimônio deixado por ele e ganhou a causa com uma indenização de 1,8 milhão de dólares. A viúva de Chris apelou na Justiça. Posteriormente, um acordo entre as partes foi firmado e o caso foi encerrado.

## Morte
Em 2 de fevereiro de 2013, Chris e um amigo, Chad Littlefield, foram mortos a tiros no Rough Creek Ranch-Lodge-Resort no condado de Erath. Ambos estavam armados com pistolas .45, mas não houve tempo para reação, as armas sequer chegaram a ser destravadas. Chris foi morto com um tiro de pistola .45 e Chad com um tiro de 9mm; ambas as armas pertenciam a Chris.
O atirador foi Eddie Ray Routh, um fuzileiro naval veterano de guerra de 25 anos de idade da cidade de Lancaster. Chris e Chad haviam levado Eddie para um rancho para ajudá-lo em seu tratamento de transtorno de estresse pós-traumático, após ele ter sido internado em várias casas de saúde mental nos últimos dois anos e ter sido diagnosticado com esquizofrenia. Segundo a família, Eddie manifestou suas doenças ainda enquanto servia o exército. Após as mortes, Eddie foi para a casa da irmã, na cidade de Midlothian, e contou a ela o que havia feito. Ela ligou para a polícia e relatou que seu irmão estava "totalmente psicótico". Eddie fugiu de carro e, após uma breve perseguição, bateu em uma viatura policial, após o que ele tentou correr mas foi capturado.
O funeral de Chris aconteceu no AT&T Stadium na cidade Arlington em 11 de fevereiro. Ele foi enterrado no dia seguinte em Austin, após um cortejo fúnebre que partiu de Midlothian e seguiu por cerca de 320 km, seguido por centenas de pessoas.
Eddie Routh foi preso sob a acusação de dois assassinatos, ambos passíveis de pena de morte, e permaneceu na penitenciária estadual sob fiança de US$ 3 milhões. O julgamento teve início em 11 de fevereiro de 2015 e, em 24 de fevereiro, Eddie foi julgado culpado pelas duas mortes.  O juiz Jason Cashon o sentenciou à prisão perpétua, sem possibilidade de recorrer.